# Simulium mediovittatum
Simulium mediovittatum är en tvåvingeart som beskrevs av Frederick Knab 1916. Simulium mediovittatum ingår i släktet Simulium och familjen knott. Inga underarter finns listade i Catalogue of Life.